# Cel shading

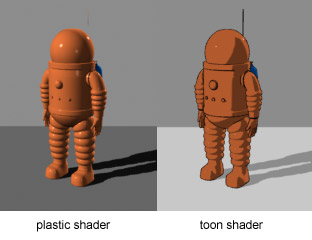
Exemple de personatge renderitzat amb dos tipus de shader: un de plàstic i un cell.

El cel shading o toon shading, de cartoon shading (i en francès ombrage de celluloïd), és un tipus de renderització o processat no fotorealístic dissenyat per a fer que els gràfics generats per ordinador semblin dibuixats i/o pintats a mà. El cel shading es fa servir per imitar l'estil dels còmics i dels dibuixos animats. És una addició relativament nova als gràfics d'ordinador, i molt comuna en certes pel·lícules i en videojocs de consola. Si bé el resultat del cel shading pot semblar ser simplista com el d'una animació dibuixada a mà, és un procés complex. El nom prové de les fulles transparents d'acetat, anomenades cels en anglès, que es pintaven a mà en la producció d'animacions 2D tradicionals, com els clàssics de Walt Disney; i shading és 'ombrejat' en anglès, el terme shader, del qual prové, s'utilitza en infografia per a definir els materials d'un objecte segons les característiques físiques que han d'emular (per exemple vidre, plàstic, fusta o metalls).

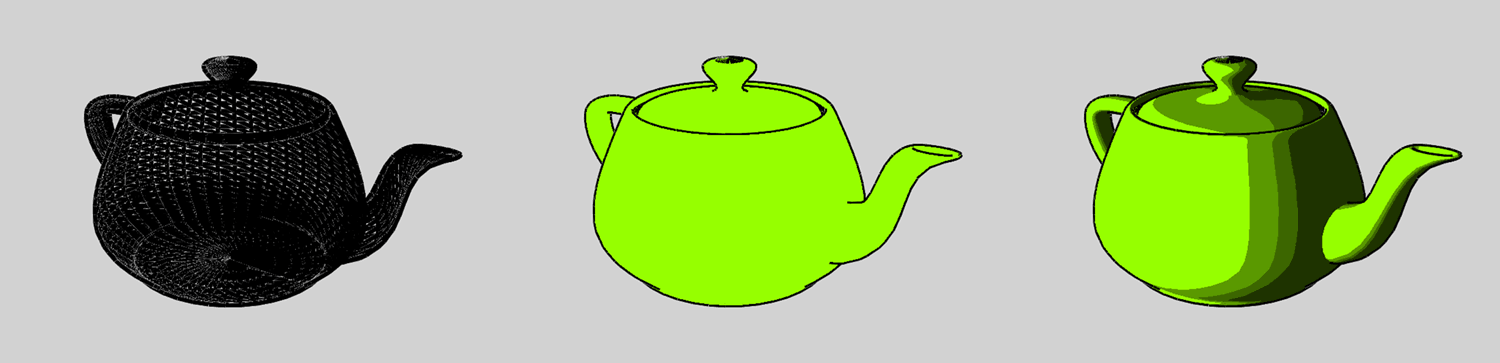
Tetera de Utah renderitzada en cel shading.

Habitualment el render de les imatges creades amb aquest tipus de material s'ha de fer en dues fases, per una banda el color i l'efecte de volum (llums i ombres) si es vol utilitzar o el color sol en les produccions en què no es desitgin efectes volumètrics, i per altra banda la línia que dibuixa el perfil i la forma dels objectes, les dues parts s'uneixen posteriorment mitjançant tècniques de postproducció.
Una de les primeres vegades que es va fer servir aquesta tècnica fou a la nova sèrie de Dr. Slump estrenada el 1997. En videojocs, un dels exemples més característics és la saga de Zelda des del 2002 (The Legend of Zelda: The Wind Waker) o una versió sofisticada d'aquests acabats és el del Prince of Persia del 2008.
Els acabats resultants d'aquest tipus de renders són similars als que s'aconsegueixen mitjançant la tècnica del rotoscopi sobre les pel·lícules filmades, tècnica molt emprada en les primeres pel·lícules de la Walt Disney Company. Una de les últimes pel·lícules que han fer servir aquesta tècnica és la d'A Scanner Darkly (2006), amb Keanu Reeves, en la que es va fer servir un programa especial anomenat Rotoshop (de l'empresa Flat Black Films) per a agilitzar el procés.

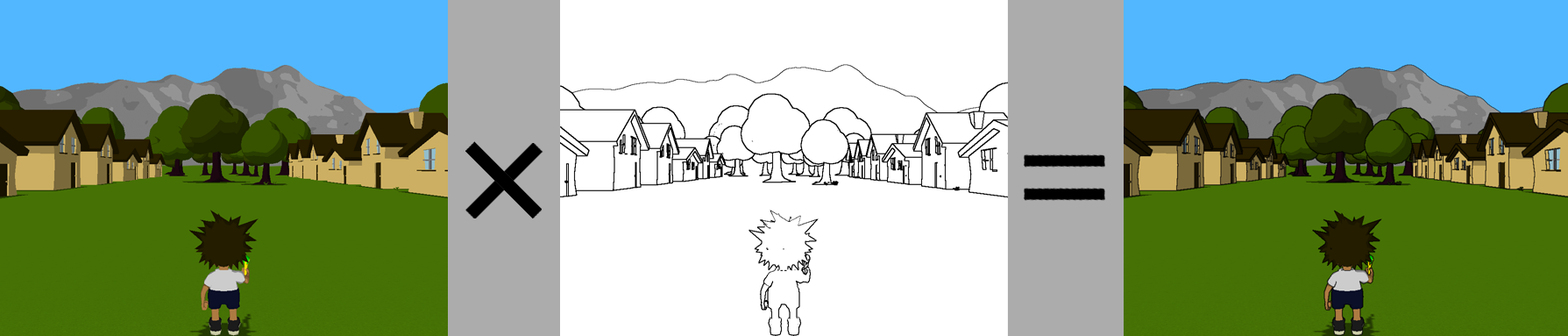
Exemple de composició dels dos renders i la imatge.